# Mycale trincomalensis
Mycale trincomalensis är en svampdjursart som beskrevs av Rao 1941. Mycale trincomalensis ingår i släktet Mycale och familjen Mycalidae. Inga underarter finns listade i Catalogue of Life.